# Shahab-1
Shahab-1 (deutsch: Komet-1) ist die erste von der Islamischen Republik Iran modifizierte Kurzstreckenrakete. Sie basiert auf der nordkoreanischen Hwasong-5, welche wiederum auf die russische R-17 zurückgeht. Die Shahab-1 wurde irgendwann zwischen 1988 und 1994 mit Unterstützung Nordkoreas entwickelt. Nachfolger der Shahab-1 wurde die Shahab-2. Aktuell (Stand 2018) soll der Iran über 250 Raketen dieses Typs verfügen.

## Technische Daten
- Reichweite: 285–330 km
- Brennzeit: 62–64 s
- Durchmesser: 0,885 m
- Länge: 11,2 m
- Nutzlast: ca. 1.000 kg